# Lijst van voetbalinterlands Guinee - Senegal
Deze lijst van voetbalinterlands is een overzicht van alle officiële voetbalwedstrijden tussen de nationale teams van Guinee en Senegal. De West-Afrikaanse buurlanden hebben tot op heden 52 keer tegen elkaar gespeeld. De eerste ontmoeting, een kwalificatiewedstrijd voor de Afrika Cup 1965, vond plaats op 28 februari 1965 in Dakar. Het laatste duel, een vriendschappelijke wedstrijd, werd gespeeld in Diamniadio op 7 juli 2025.

## Wedstrijden
| №  | Plaats          | Datum             | Competitie                                        | Wedstrijd        | Uitslag |
| -- | --------------- | ----------------- | ------------------------------------------------- | ---------------- | ------- |
| 1  | Dakar           | 28 februari 1965  | Afrika Cup 1965 kwalificatie                      | Senegal − Guinee | 2 − 0   |
| 2  | Conakry         | 31 maart 1965     | Afrika Cup 1965 kwalificatie                      | Guinee − Senegal | 3 − 0   |
| 3  | Conakry         | 27 september 1967 | Afrika Cup 1968 kwalificatie                      | Guinee − Senegal | 3 − 0   |
| 4  | Dakar           | 11 oktober 1967   | Afrika Cup 1968 kwalificatie                      | Senegal − Guinee | 4 − 1   |
| 5  | Dakar           | 22 november 1967  | Afrika Cup 1968 kwalificatie                      | Senegal − Guinee | 2 − 1   |
| 6  | Dakar           | 8 oktober 1969    | Afrika Cup 1970 kwalificatie                      | Senegal − Guinee | 1 − 1   |
| 7  | Conakry         | 22 oktober 1969   | Afrika Cup 1970 kwalificatie                      | Guinee − Senegal | 4 − 3   |
| 8  | Conakry         | 14 mei 1970       | Vriendschappelijk                                 | Guinee − Senegal | 3 − 1   |
| 9  | Conakry         | 17 mei 1970       | Vriendschappelijk                                 | Guinee − Senegal | 4 − 0   |
| 10 | Dakar           | 15 november 1970  | Vriendschappelijk                                 | Guinee − Senegal | 1 − 0   |
| 11 | Conakry         | 18 augustus 1971  | Afrika Cup 1972 kwalificatie                      | Guinee − Senegal | 1 − 0   |
| 12 | Dakar           | 1 september 1971  | Afrika Cup 1972 kwalificatie                      | Senegal − Guinee | 0 − 0   |
| 13 | Bamako          | 1 maart 1972      | Afrikaanse Spelen 1973 kwalificatie               | Guinee − Senegal | 3 − 2   |
| 14 | Bissau          | 13 januari 1979   | Vriendschappelijk                                 | Senegal − Guinee | 3 − 1   |
| 15 | Monrovia        | 30 januari 1979   | Vriendschappelijk                                 | Guinee − Senegal | 1 − 1   |
| 16 | Banjul          | 16 februari 1980  | Vriendschappelijk                                 | Senegal − Guinee | 2 − 1   |
| 17 | Dakar           | 1 mei 1980        | Vriendschappelijk                                 | Senegal − Guinee | 1 − 0   |
| 18 | Bamako          | 10 februari 1981  | Vriendschappelijk                                 | Guinee − Senegal | 1 − 0   |
| 19 | Dakar           | 25 maart 1981     | Vriendschappelijk                                 | Senegal − Guinee | 0 − 1   |
| 20 | Praia           | 11 februari 1982  | Vriendschappelijk                                 | Guinee − Senegal | 1 − 1   |
| 21 | Praia           | 19 februari 1982  | Vriendschappelijk                                 | Guinee − Senegal | 3 − 0   |
| 22 | Yaoundé         | 5 mei 1982        | Vriendschappelijk                                 | Senegal − Guinee | 1 − 1   |
| 23 | Dakar           | 1 februari 1983   | Vriendschappelijk                                 | Senegal − Guinee | 1 − 0   |
| 24 | Nouakchott      | 24 juli 1983      | Vriendschappelijk                                 | Senegal − Guinee | 1 − 1   |
| 25 | Dakar           | 18 januari 1984   | Vriendschappelijk                                 | Senegal − Guinee | 1 − 0   |
| 26 | Bakau           | 12 februari 1985  | Vriendschappelijk                                 | Guinee − Senegal | 0 − 2   |
| 27 | Dakar           | 25 december 1985  | Vriendschappelijk                                 | Senegal − Guinee | 3 − 1   |
| 28 | Dakar           | 1 februari 1986   | Vriendschappelijk                                 | Senegal − Guinee | 2 − 1   |
| 29 | Dakar           | 29 maart 1987     | Afrika Cup 1988 kwalificatie                      | Senegal − Guinee | 4 − 0   |
| 30 | Conakry         | 12 april 1987     | Afrika Cup 1988 kwalificatie                      | Guinee − Senegal | 0 − 0   |
| 31 | Sousse          | 29 maart 1994     | Afrika Cup 1994                                   | Senegal − Guinee | 2 − 1   |
| 32 | Nouakchott      | 20 november 1995  | Vriendschappelijk                                 | Senegal − Guinee | 3 − 0   |
| 33 | Banjul          | 5 december 1997   | Vriendschappelijk                                 | Guinee − Senegal | 1 − 2   |
| 34 | Dakar           | 10 januari 1999   | Vriendschappelijk                                 | Senegal − Guinee | 1 − 0   |
| 35 | Dakar           | 13 januari 1999   | Vriendschappelijk                                 | Senegal − Guinee | 1 − 0   |
| 36 | Conakry         | 8 oktober 2000    | Afrika Cup 2002 kwalificatie                      | Guinee − Senegal | 1 − 0   |
| 37 | Parijs          | 29 mei 2004       | Vriendschappelijk                                 | Senegal − Guinee | 1 − 1   |
| 38 | Alexandrië      | 3 februari 2006   | Afrika Cup 2006                                   | Guinee − Senegal | 2 − 3   |
| 39 | Rouen           | 14 oktober 2007   | Vriendschappelijk                                 | Senegal − Guinee | 3 − 1   |
| 40 | Dakar           | 9 februari 2011   | Vriendschappelijk                                 | Senegal − Guinee | 3 − 0   |
| 41 | Mantes-la-Ville | 11 november 2011  | Vriendschappelijk                                 | Guinee − Senegal | 1 − 4   |
| 42 | Bamako          | 17 oktober 2015   | African Championship of Nations 2016 kwalificatie | Guinee − Senegal | 2 − 0   |
| 43 | Dakar           | 24 oktober 2015   | African Championship of Nations 2016 kwalificatie | Senegal − Guinee | 3 − 1   |
| 44 | Dakar           | 15 augustus 2017  | African Championship of Nations 2018 kwalificatie | Senegal − Guinee | 3 − 1   |
| 45 | Conakry         | 23 augustus 2017  | African Championship of Nations 2018 kwalificatie | Guinee − Senegal | 5 − 0   |
| 46 | Thiès           | 21 september 2019 | African Championship of Nations 2020 kwalificatie | Senegal − Guinee | 1 − 0   |
| 47 | Conakry         | 20 oktober 2019   | African Championship of Nations 2020 kwalificatie | Guinee − Senegal | 1 − 0   |
| 48 | Bafoussam       | 14 januari 2022   | Afrika Cup 2021                                   | Senegal − Guinee | 0 − 0   |
| 49 | Diamniadio      | 27 augustus 2022  | African Championship of Nations 2022 kwalificatie | Senegal − Guinee | 1 − 0   |
| 50 | Bamako          | 2 september 2022  | African Championship of Nations 2022 kwalificatie | Guinee − Senegal | 1 − 0   |
| 51 | Yamoussoukro    | 23 januari 2024   | Afrika Cup 2023                                   | Guinee − Senegal | 0 − 2   |
| 52 | Cotonou         | 4 juli 2025       | Vriendschappelijk                                 | Senegal − Guinee | 0 − 0   |
| 53 | Diamniadio      | 7 juli 2025       | Vriendschappelijk                                 | Senegal − Guinee | 1 − 0   |

## Samenvatting
| Competitie                                   | Totaal gespeeld | Winst Guinee | Gelijk | Winst Senegal | Doelsaldo Guinee – Senegal |
| -------------------------------------------- | --------------- | ------------ | ------ | ------------- | -------------------------- |
| Afrika Cup                                   | 4               | 0            | 1      | 3             | 3 − 7                      |
| Afrika Cup-kwalificatie                      | 12              | 5            | 3      | 4             | 15 − 16                    |
| African Championship of Nations-kwalificatie | 8               | 4            | 0      | 4             | 11 − 8                     |
| Afrikaanse Spelen-kwalificatie               | 1               | 1            | 0      | 0             | 3 − 2                      |
| Vriendschappelijk                            | 28              | 6            | 6      | 16            | 27 − 42                    |
| Totaal                                       | 53              | 16           | 10     | 27            | 57 − 72                    |

FGF · A-internationals · Guinees vrouwenelftal
1960-1969 ·
1970-1979 ·
1980-1989 ·
1990-1999 ·
2000-2009 ·
2010-2019 ·
2020-2029
AC 1970 ·
AC 1974 ·
AC 1976 ·
AC 1980 ·
AC 1994 ·
AC 1998 ·
AC 2004 ·
AC 2006 ·
AC 2008 ·
AC 2012
1962 ·
1963 ·
1964 ·
1965 ·
1966 ·
1967 ·
1968 ·
1969 ·
1970 ·
1971 ·
1972 ·
1973 ·
1974 ·
1975 ·
1976 ·
1977 ·
1978 ·
1979 ·
1980 ·
1981 ·
1982 ·
1983 ·
1984 ·
1985 ·
1986 ·
1987 ·
1988 ·
1989 ·
1990 ·
1991 ·
1992 ·
1993 ·
1994 ·
1995 ·
1996 ·
1997 ·
1998 ·
1999 ·
2000 ·
2001 ·
2002 ·
2003 ·
2004 ·
2005 ·
2006 ·
2007 ·
2008 ·
2009 ·
2010 ·
2011 ·
2012 ·
2013 ·
2014 ·
2015 ·
2016 ·
2017 ·
2018 ·
2019 ·
2020 ·
2021 ·
2022 ·
2023 ·
2024
Algerije ·
Angola ·
Benin ·
Bermuda ·
Botswana ·
Brazilië ·
Burkina Faso ·
Burundi ·
Cambodja ·
Centraal-Afrikaanse Republiek ·
Chili ·
China ·
Comoren ·
Congo-Brazzaville ·
Congo-Kinshasa ·
DDR ·
Egypte ·
Equatoriaal-Guinea ·
Ethiopië ·
Gabon ·
Gambia ·
Ghana ·
Guinee-Bissau ·
Indonesië ·
Irak ·
Iran ·
Ivoorkust ·
Kaapverdië ·
Kameroen ·
Kenia ·
Kosovo ·
Lesotho ·
Liberia ·
Libië ·
Madagaskar ·
Malawi ·
Mali ·
Marokko ·
Mauritanië ·
Mauritius ·
Mozambique ·
Namibië ·
Niger ·
Nigeria ·
Noord-Korea ·
Oeganda ·
Rwanda ·
Senegal ·
Sierra Leone ·
Soedan ·
Somalië ·
Swaziland ·
Tanzania ·
Togo ·
Tsjaad ·
Tunesië ·
Turkije ·
Vanuatu ·
Venezuela ·
Vietnam ·
Zaïre ·
Zambia ·
Zimbabwe ·
Zuid-Afrika ·
Zuid-Jemen
FSF · 
A-internationals · 
Bondscoaches · Selecties · Senegalees vrouwenelftal · 
Olympisch elftal
1960 – 1969 · 
1970 – 1979 · 
1980 – 1989 · 
1990 – 1999 · 
2000 – 2009 · 
2010 – 2019 · 
2020 – 2029
WK 2002 · 
WK 2018 ·
WK 2022
OS 2012
1959 · 
1960 · 
1961 · 
1962 · 
1963 · 
1964 · 
1965 · 
1966 · 
1967 · 
1968 · 
1969 · 
1970 · 
1971 · 
1972 · 
1973 · 
1974 · 
1975 · 
1976 · 
1977 · 
1978 · 
1979 · 
1980 · 
1981 · 
1982 · 
1983 · 
1984 · 
1985 · 
1986 · 
1987 · 
1988 · 
1989 · 
1990 · 
1991 · 
1992 · 
1993 · 
1994 · 
1995 · 
1996 · 
1997 · 
1998 · 
1999 · 
2000 · 
2001 · 
2002 · 
2003 · 
2004 · 
2005 · 
2006 · 
2007 · 
2008 · 
2009 · 
2010 · 
2011 · 
2012 · 
2013 · 
2014 ·
2015 ·
2016 ·
2017 ·
2018 ·
2019 ·
2020 ·
2021 ·
2022 ·
2023 ·
2024 ·
2025
Algerije ·
Angola ·
Benin ·
Bolivia ·
Bosnië en Herzegovina ·
Botswana ·
Brazilië ·
Burkina Faso ·
Burundi ·
Centraal-Afrikaanse Republiek ·
Chili ·
China ·
Colombia · 
Congo-Brazzaville ·
Congo-Kinshasa ·
Denemarken ·
Ecuador ·
Egypte ·
Engeland ·
Equatoriaal-Guinea ·
Eritrea ·
Ethiopië ·
Frankrijk ·
Gabon ·
Gambia ·
Ghana ·
Griekenland ·
Guinee ·
Guinee-Bissau ·
Ierland ·
Indonesië ·
Iran ·
Ivoorkust ·
Japan ·
Kaapverdië ·
Kameroen ·
Kenia ·
Kosovo ·
Kroatië · 
Lesotho ·
Liberia ·
Libië ·
Luxemburg ·
Madagaskar ·
Malawi ·
Maleisië ·
Mali ·
Marokko ·
Mauritanië ·
Mauritius ·
Mexico ·
Mozambique ·
Namibië ·
Nederland ·
Niger ·
Nigeria ·
Noorwegen ·
Oeganda ·
Oezbekistan ·
Oman ·
Polen ·
Qatar ·
Rwanda ·
Saoedi-Arabië ·
Sierra Leone ·
Soedan ·
Swaziland ·
Tanzania ·
Togo ·
Tunesië ·
Turkije ·
Uruguay ·
Verenigde Arabische Emiraten ·
Zambia ·
Zimbabwe ·
Zuid-Afrika ·
Zuid-Korea ·
Zuid-Soedan ·
Zweden
Algerije (2019, 2) ·
Colombia (2018) ·
Denemarken (2002) ·
Engeland (2022) ·
Frankrijk (2002) ·
Japan (2018) ·
Nederland (2022) ·
Polen (2018) ·
Uruguay (2002)